# Горєв Леонід Миколайович
Горєв Леонід Миколайович (*3 серпня 1939 — †18 листопада 1999) — український гідрогеолог, гідрохімік, доктор географічних наук, професор, завідувач кафедри гідрології та гідрохімії географічного факультету Київського національного університету імені Тараса Шевченка.

## Біографія
Народився 3 серпня 1939 року в Ромнах Сумської області. Закінчив у 1963 році Київський університет, за фахом геолог-гідрогеолог. Працював інженером-гідрогеологом, у 1966–1971 начальником партії тресту Київгеологія. З 1971 року працював у Київському університеті старшим науковим співробітником проблемної науково-дослідної лабораторії гідрохімії, пізніше доцентом, професором. У 1993–1999 роках завідувач кафедри гідрології і гідрохімії (тепер гідрології та гідроекології) географічного факультету. Кандидатська дисертація захищена у 1971 році, докторська дисертація «Теоретичні і методологічні основи гідрохімії зрошуваних земель» захищена у 1986 році в Гідрохімічному інституті міста Ростов-на-Дону.
Розробив та читав спеціалізовані курси з гідрохімії: «Меліоративна гідрохімія», «Регіональна гідрохімія», «Методика гідрохімічних досліджень» та ін. Створив 7 нових спеціальних курсів.

## Нагороди і відзнаки
- Лауреат Премії НАН України імені М. І. Туган-Барановського (1998)
- Почесний працівник Гідрометслужби України.

## Наукові праці
Досліджував проблеми меліоративної гідрохімії, основи моделювання в гідрохімії і гідроекології, оптимізації екосередовищ. Займався дослідженнями, пов'язаними з проблемою оцінки, прогнозування, регулювання, менеджменту й оптимізації якості природних вод, підвищення ефективності зрошувальних меліорацій, теоретичними питаннями гідрохімії. Автор понад 200 наукових праць, у творчому доробку — 41 книга. Основні праці:
1. Меліоративна гідрохімія. — К., 1984 (у співавторстві).
2. Оптимізація екосередовищ: У 3 томах. — К., 1997 (у співавторстві).
3. Гідроекологічні моделі: У 2 томах. — К., 1999 (у співавторстві).